# Катастрофа Ил-18 в Свердловске (1967)
Катастрофа Ил-18 в Свердловске (1967) — крупная авиационная катастрофа, произошедшая вечером 16 ноября 1967 года на восточной окраине Свердловска близ аэропорта Кольцово. Авиалайнер Ил-18В Свердловского ОАО авиакомпании «Аэрофлот» выполнял плановый внутренний рейс SU-2230, по маршруту Свердловск — Ташкент, но спустя 1 минуту после взлёта из Свердловского аэропорта самолёт рухнул на землю и полностью разрушился. Погибли все 107 человек на борту самолёта — 99 пассажиров (в том числе 12 детей) и 8 членов экипажа.
На момент событий это была крупнейшая авиационная катастрофа в СССР (до катастрофы близ Юхнова), на 2024 год — 15-я, также это вторая (по числу жертв) авиационная катастрофа в истории Свердловской области (после катастрофы Ту-104 у Свердловска).

## Самолёт
Ил-18В с бортовым номером 75538 (заводской — 184007002, серийный — 070-02) был выпущен заводом ММЗ «Знамя Труда» 25 марта 1964 года, а затем передан Главному управлению гражданского воздушного флота. С 1 апреля того же года самолёт начал эксплуатироваться в Шереметьевском авиаотряде (международные перевозки). 14 апреля 1964 года его перевели в 1-й Свердловский авиаотряд Уральского управления гражданской авиации. Всего на момент катастрофы авиалайнер имел в общей сложности 5326 часов налёта и 2111 посадок.

## Экипаж
Самолётом управлял экипаж из 120-го (Свердловского) авиаотряда, состав которого был:
Командир воздушного судна —  Юрий Георгиевич Абатуров
Второй пилот —  Николай Михайлович Михайлов 
Штурман — Анатолий Васильевич Загорский
Бортмеханик — Виктор Николаевич Оспищев
Бортрадист — Юрий Александрович Ефремов
В салоне самолёта работали 3 стюардессы:
Римма Дмитриевна Ломбина
Валентина Григорьевна Шашкова
Марина Павловна Шведова
На борту находилось 99 пассажиров; 87 взрослых и 12 детей

## Катастрофа
Ил-18В борт СССР-75538 16 ноября 1967 года должен был выполнить рейс 2230 из Свердловска в Ташкент. Всего на борту находились 99 пассажиров (87 взрослых и 12 детей) и 8 членов экипажа.
Стояла ночь, небо над аэропортом было затянуто слоистыми облаками с нижней границей 150—170 метров, видимость составляла 6 километров. Ил-18 начал взлёт по магнитному курсу 76°. В 21:02:40 местного времени экипаж связался с диспетчером и доложил о взлёте. На скорости 340—350 км/ч самолёт в 1900 метрах от торца полосы (4300 метров от начала старта) достиг высоты 140—150 метров, когда неожиданно резко развернулся вправо и понёсся к земле. Ещё через 500 метров Ил-18 при скорости 440 км/ч с вертикальной скоростью 20 м/с с правым креном около 37° под углом пикирования 5° врезался во вспаханное поле правым крылом в 2900 метрах от торца полосы (5300 метров от старта) и в 500 метрах правее её оси, а затем полностью разрушился и загорелся.
Обломки были разбросаны по площади длиной 320 метров, в том числе пересекали грунтовую дорогу. Все 107 человек на борту авиалайнера (8 членов экипажа, 87 взрослых пассажиров и 12 детей) погибли. На момент событий это была крупнейшая авиакатастрофа в СССР и с участием Ил-18.

## Причина
Из-за полного разрушения всех узлов и агрегатов самолёта причину катастрофы комиссия не смогла установить. Были лишь выдвинуты две основные версии:
1. Отказ в системе регулирования двигателя № 4 (крайний правый), что вызвало кратковременное возникновение отрицательной тяги.
2. Отказ элементов системы директорных приборов «Путь-1М», что привело к ложным показаниям авиагоризонтов.

При этом было отмечено, что любая из этих причин могла привести к катастрофе только в сочетании с одновременным действием других факторов.